# Ilyarachna nodifronoides
Ilyarachna nodifronoides är en kräftdjursart som beskrevs av Menzies1962. Ilyarachna nodifronoides ingår i släktet Ilyarachna och familjen Munnopsidae. Inga underarter finns listade i Catalogue of Life.